# Tramwaje w Limache
Tramwaje w Limache − zlikwidowany system komunikacji tramwajowej w Limache w  Chile.

## Historia
Tramwaje konne w Limache uruchomiła spółka Ferrocarril Urbano de Limache w 1884. Linia o długości 5 km połączyła dworzec kolejowy Limache z miejscowością Limache Viejo. Rozstaw szyn wynosił 1435 mm. W 1901 tramwajami przewieziono ponad 261 tys. pasażerów, a w 1921 323,5 tys. Linię zamknięto w latach 30. XX w.